# Trova Boni
Trova Boni (Ouagadougou, 21 dicembre 1999) è un calciatore burkinabé, centrocampista dell'Al-Akhdar.

## Caratteristiche tecniche
È un mediano.

## Carriera

### Club
Nel gennaio del 2018 è stato acquistato dal Malines.

### Nazionale
Ha esordito con la nazionale burkinabé il 27 maggio 2018 in occasione dell'amichevole vinta 1-0 contro il Camerun.

## Statistiche

### Cronologia presenze e reti in nazionale
| Cronologia completa delle presenze e delle reti in nazionale ― Burkina Faso | Cronologia completa delle presenze e delle reti in nazionale ― Burkina Faso | Cronologia completa delle presenze e delle reti in nazionale ― Burkina Faso | Cronologia completa delle presenze e delle reti in nazionale ― Burkina Faso | Cronologia completa delle presenze e delle reti in nazionale ― Burkina Faso | Cronologia completa delle presenze e delle reti in nazionale ― Burkina Faso | Cronologia completa delle presenze e delle reti in nazionale ― Burkina Faso | Cronologia completa delle presenze e delle reti in nazionale ― Burkina Faso |
| Data                                                                        | Città                                                                       | In casa                                                                     | Risultato                                                                   | Ospiti                                                                      | Competizione                                                                | Reti                                                                        | Note                                                                        |
| --------------------------------------------------------------------------- | --------------------------------------------------------------------------- | --------------------------------------------------------------------------- | --------------------------------------------------------------------------- | --------------------------------------------------------------------------- | --------------------------------------------------------------------------- | --------------------------------------------------------------------------- | --------------------------------------------------------------------------- |
| 27-5-2018                                                                   | Beauvais                                                                    | Camerun                                                                     | 0 – 1                                                                       | Burkina Faso                                                                | Amichevole                                                                  | -                                                                           | 39’                                                                         |
| 19-11-2022                                                                  | Marrakech                                                                   | Burkina Faso                                                                | 2 – 1                                                                       | Costa d'Avorio                                                              | Amichevole                                                                  | -                                                                           |                                                                             |
| 24-3-2023                                                                   | Marrakech                                                                   | Burkina Faso                                                                | 1 – 0                                                                       | Togo                                                                        | Qual. Coppa d'Africa 2023                                                   | -                                                                           | 90’                                                                         |
| 28-3-2023                                                                   | Lomé                                                                        | Togo                                                                        | 1 – 1                                                                       | Burkina Faso                                                                | Qual. Coppa d'Africa 2023                                                   | -                                                                           | 90+1’                                                                       |
| 13-10-2023                                                                  | Malabo                                                                      | Guinea Equatoriale                                                          | 0 – 0                                                                       | Burkina Faso                                                                | Amichevole                                                                  | -                                                                           | 85’                                                                         |
| 6-9-2024                                                                    | Diamniadio                                                                  | Senegal                                                                     | 1 – 1                                                                       | Burkina Faso                                                                | Qual. Coppa d'Africa 2025                                                   | -                                                                           | 69’                                                                         |
| 10-9-2024                                                                   | Bamako                                                                      | Burkina Faso                                                                | 3 – 1                                                                       | Malawi                                                                      | Qual. Coppa d'Africa 2025                                                   | -                                                                           | 77’                                                                         |
| 18-11-2024                                                                  | Lilongwe                                                                    | Malawi                                                                      | 3 – 0                                                                       | Burkina Faso                                                                | Qual. Coppa d'Africa 2025                                                   | -                                                                           | 46’                                                                         |
| Totale                                                                      |                                                                             | Presenze                                                                    | 8                                                                           |                                                                             | Reti                                                                        | 0                                                                           |                                                                             |